# Bälinge landskommun, Uppland
För andra landskommuner med detta namn, se Bälinge landskommun.
Bälinge landskommun var tidigare en kommun i Uppsala län.

## Administrativ historik
Den 1 januari 1863, när kommunalförordningarna började tillämpas, skapades över hela riket cirka 2 500 kommuner, varav 89 städer, 8 köpingar och resten landskommuner. Då inrättades i Bälinge socken i Bälinge härad i Uppland denna kommun
1952 genomfördes den första av 1900-talets två genomgripande kommunreformer i Sverige. Bälinge bildade då "storkommun" genom sammanläggning med de tidigare kommunerna Börje, Jumkil, Skuttunge och Åkerby.
1 januari 1954 överfördes till Bälinge landskommun och församling från Östervåla landskommun och Harbo församling i Västmanlands län det obebodda området Käbbo 2:7, omfattande en areal av 0,01 km², varav allt land.
Kommunreformen den 1 januari 1971 innebar att Bälinge kommun upphörde och tillsammans med många andra bildade Uppsala kommun.
Kommunkoden 1952-1970 var 0309.

### Judiciell tillhörighet
I judiciellt hänseende tillhörde Bälinge landskommun först Uppsala läns mellersta domsaga och Bälinge tingslag (från 1904 Tiunda tingslag. 1927 överfördes landskommunen till Uppsala läns södra domsaga och Tiunda tingslag.

### Kyrklig tillhörighet
I kyrkligt hänseende tillhörde landskommunen Bälinge församling. 1 januari 1952 tillkom de fyra församlingarna Börje, Jumkil, Skuttunge samt Åkerby.

## Geografi
Bälinge landskommun omfattade den 1 januari 1952 en areal av 372,42 km², varav 366,70 km² land. Efter nymätningar och arealberäkningar färdiga den 1 januari 1956 omfattade landskommunen den 1 november 1960 (enligt indelningen den 1 januari 1961) en areal av 368,98 km², varav 365,23 km² land.

### Tätorter i kommunen 1960
I Bälinge landskommun fanns den 1 november 1960 ingen tätort. Tätortsgraden i kommunen var då alltså 0,0 procent. Orten Bälinge blev tätort 1965.

## Politik

### Mandatfördelning i valen 1938–1966
| 6 | 4 | 10 |

| 20 |

| 6 | 4 | 10 |

| 20 |

| 5 | 15 |

| 19 |

| 9 | 18 | 6 | 2 |

| 35 |

| 10 | 17 | 5 | 3 |

| 35 |

| 10 | 18 | 3 | 4 |

| 34 |

|  | 10 | 18 | 3 | 3 |

| 32 |

|  | 10 | 18 | 3 | 3 |

| 28 | 7 |